# Budynek plebanii ewangelicko-augsburskiej przy ulicy Bednorza 20 w Katowicach
Budynek plebanii ewangelicko-augsburskiej przy ul. ks. bpa Herberta Bednorza 20 w Katowicach – budynek wzniesiony w latach 1907–1908 w stylu historyzmu z elementami neogotyku, jako plebania parafii ewangelicko-augsburskiej w Katowicach-Szopienicach, zniszczony w 2023 roku. Obiekt był ujęty w gminnej ewidencji zabytków Katowic.

## Opis
Obiekt określano jako dom parafialny. Wzniesiono go jako budynek murowany z cegły, dwukondygnacyjny, podpiwniczony, nakryty dachem czterospadowym z lukarnami, kryty dachówką. W kondygnacji pierwszej (przyziemie) znajdowała się kancelaria parafialna i archiwum. Strop nad przyziemiem był murowany (tzw. strop Kleina), a pomiędzy piętrami – stropy drewniane. Pierwotnie z mieszkania kościelnego na plebanii można było wyjść na wschód w kierunku kościoła; dopiero w latach 90. XX w. schody i drzwi w tym miejscu zlikwidowano.
W budynku, pełniącym też funkcje mieszkalne, znajdowała się m.in. siedziba Fundacji z Pasją, a w przeszłości redakcja gazety „Miesięcznik Roździeński” (w latach 2018–2020).

## Zniszczenie

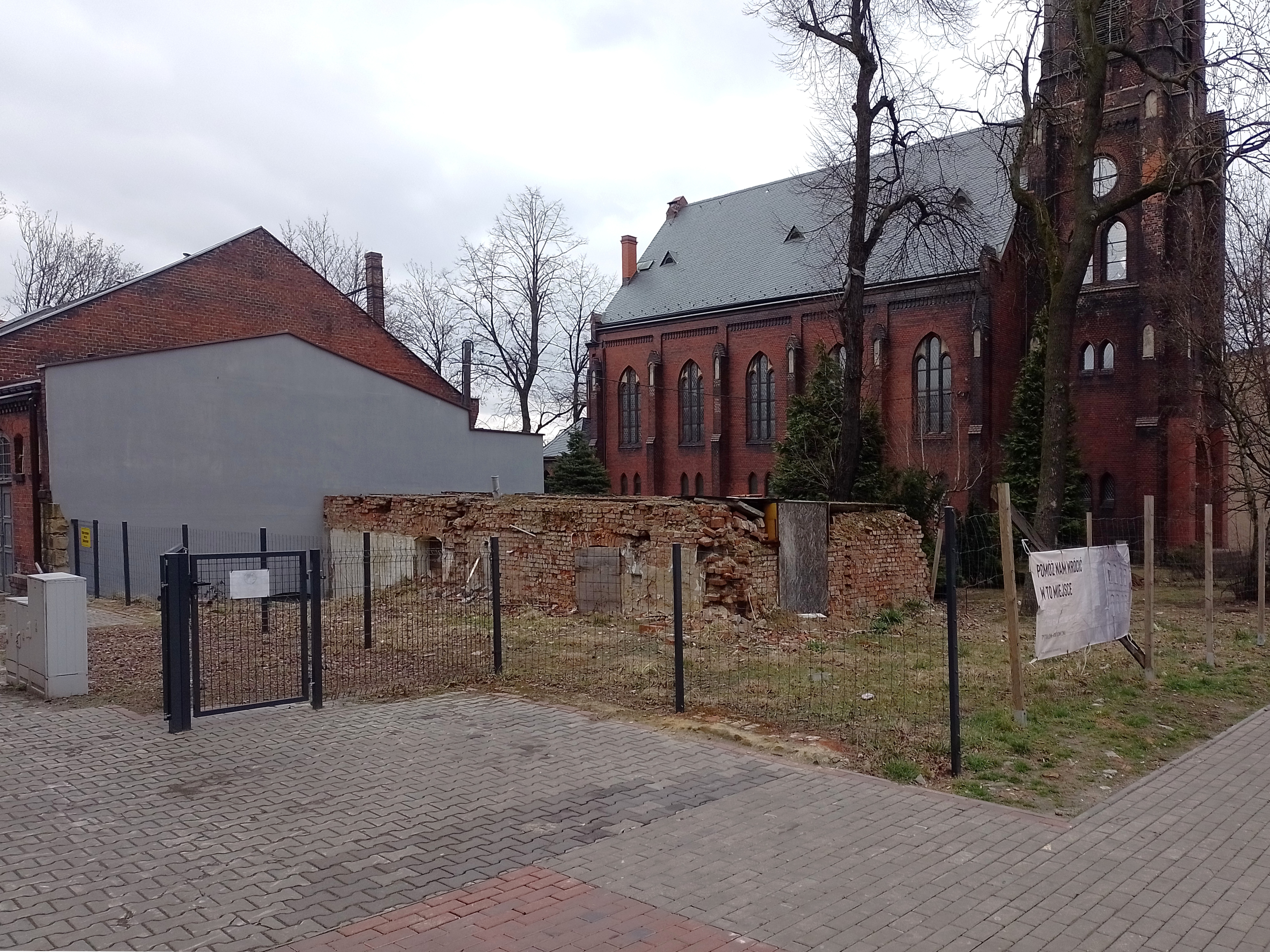
Miejsce po zniszczonym budynku – stan w marcu 2025

W wyniku wybuchu gazu 27 stycznia 2023 obiekt został w znacznej części zniszczony, a dwie osoby zginęły. W kolejnych dniach obiekt całkowicie rozebrano. 
Według wstępnych ustaleń przyczyną zniszczenia obiektu był wybuch gazu, wydobywającego się z celowo rozszczelnionej instalacji gazowej przez jedną z rodzin, zamieszkujących budynek. Według doniesień prasowych mogło to być intencjonalne rozszerzone samobójstwo, na co wskazywały listy wysłane do kilku redakcji telewizyjnych przez rodzinę. W lipcu 2024 zapadł wyrok sądu drugiej instancji, potwierdzający winę rodziny, która zamieszkiwała w budynku. Skazano Edwarda D., za sprowadzenie bezpośredniego niebezpieczeństwa eksplozji gazu ziemnego, poprzez rozkręcenie instalacji przy kuchence gazowej, co doprowadziło do katastrofy w postaci wybuchu gazu.
Z budynku uratowano m.in. zabytkowe pianino, stanowiące element wyposażenia mieszkania proboszcza. Ocalało także w całości archiwum parafialne, znajdujące się w kancelarii parafialnej na poziomie kondygnacji -1. Wybuch uszkodził też witraże i okna w pobliskim kościele Zbawiciela, a także okna i wnętrza znajdujących się po przeciwnej stronie ulicy dwóch budynków szkolnych: Szkoły Podstawowej nr 55 (dach szkoły, okna z futrynami, drzwi wewnętrzne, meble i wyposażenie) oraz Zespołu Szkół Przemysłu Spożywczego im. J. Rymera.